# 2879 Shimizu
2879 Shimizu (1932 CB1) là một tiểu hành tinh vành đai chính được phát hiện ngày 14 tháng 2 năm 1932 bởi K. Reinmuth ở Heidelberg.